# Museum voor toegepaste kunst (Frankfurt)

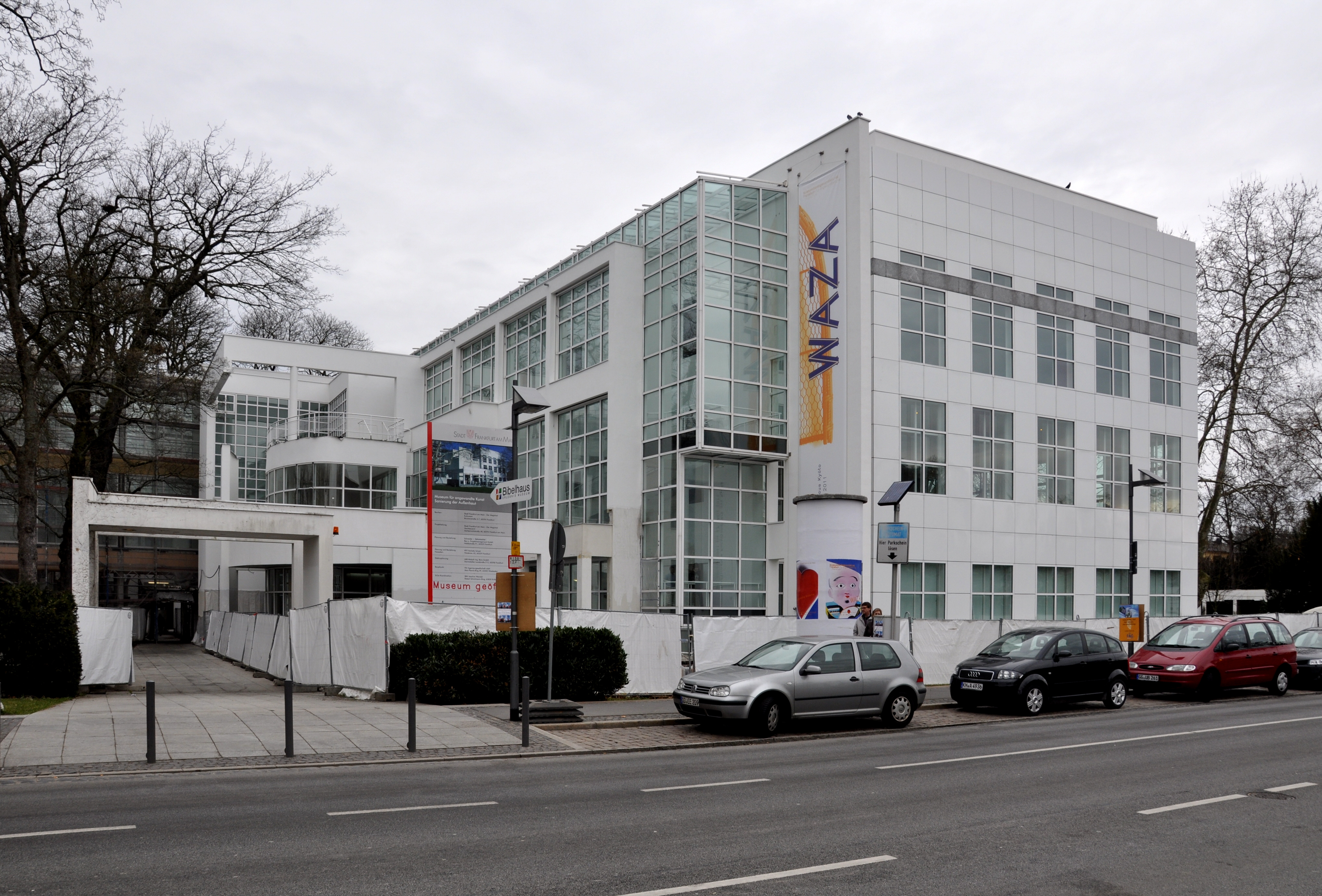
Het museum in 2011

Het Museum voor toegepaste kunst Frankfurt is een museum voor artisanale kunst en design aan de Museumsufer in Frankfurt am Main.

## Architectuur
Het moderne museumgebouw is ontworpen door de Amerikaanse architect Richard Meier.
Het werd opgericht in 1985 in het park van de Villa Metzler, nu Museumspark genoemd. De villa zelf maakt ook deel uit van het museum.
Het ontwerp overtuigde omdat het het bomenbestand van het park spaarde en de bestaande villa in het ontwerp integreerde. De verhoudingen van de klassicistische villa worden hernomen in de drie, met elkander verbonden, blokken van de nieuwbouw. Op het niveau van de eerste verdieping verbindt een glazen passerelle nieuwbouw en villa. De lichtrijke, uitgestrekte ruimtes van het Meier-gebouw zorgen voor steeds nieuwe gezichtspunten op de ambachtelijke kunstartefacten, op de structuur van het gebouw en op de omgeving.
De vaste collectie en de bijzondere tentoonstellingen gebruiken de dialoog met de architectuur om tot verrassende ensceneringen te komen en reflecteren de rijke collectie van het traditionele tot het hedendaagse kunstambacht.

## Park
Het eveneens door Meier ontworpen Museumspark bevindt zich tussen de Schaumainkai en de Metzlerstrasse, en tussen het Museum der Weltkulturen en dit museum. Kenmerken zijn het kruisvormig voetwegennet dat straten en musea verbindt, en een witte fonteinconstructie op het kruispunt.

## Afdelingen/collectie
- Europese ambachtelijke kunst
- Oost-Aziatische kunst en ambacht.
- Boekdrukkunst en grafiek
- Design
- Kunst en ambacht uit Voor-Azië (Perzië, Osmaanse Rijk, het Indië van de moguls).
- Islamitische kunst

De verzameling omvat 65.000 stukken over een periode van 5 eeuwen, met als voornaamste aandachtspunt het Europese kunstambacht en design van de 12e tot de 21e eeuw.